# 張純 (後漢末)
張 純（ちょう じゅん、? - 189年）は、中国後漢末期の武将。幽州漁陽郡の人。張純の乱の首謀者。

## 略歴
中山太守を歴任した。
185年、涼州で韓遂・辺章らが羌族と連携して反乱を起こしたため、朝廷は張温を車騎将軍に任命し遠征させた。張純は孫堅・陶謙らと共に従軍を志願した。しかし、張温は張純の願いを聴き容れず、その替わりに公孫瓚を従軍させた。
張温の対処に不満を持った張純は、187年に同郷の張挙と共に烏桓の丘力居と連携して反乱を起こし（張純の乱）、薊を中心に蹂躙した。張純自身は｢弥天将軍・安定王｣と称して、右北平太守の劉政や遼西太守の楊終などを殺害し、それらの諸郡を占領して官民を連れ去ったという。
このため涼州に向かう途中だった朝廷軍は、偶然張純の反乱に遭遇した公孫瓚に対し、張純討伐を命じた。公孫瓚率いる精鋭は遼東付近の石門山で、張純らを撃破した。大敗した張純らは妻子を捨て、鮮卑を頼って逃亡した。また遼東属国の烏桓族の貪至王らが、部族を率いて公孫瓚に降伏している。
一方、丘力居は幽州・冀州・青州・徐州を荒らし回り、遼西郡の管子城で敗走した張純らを深追いしすぎた公孫瓚を包囲した。
188年、劉虞は幽州牧として赴任すると、張純の首に懸賞を取らせる処置を採り、同時に烏桓・鮮卑・匈奴などの漠北の諸民族のへ懐柔策を実施した。このため丘力居はこれを聞き大いに喜び、通訳を派遣した上で劉虞に帰順してしまった。
孤立した張純は、189年3月に食客の王政によって殺害され、その首級を劉虞の下に届けられた。